# خوان مانويل كيفيدو
خوان مانويل كيفيدو (بالإسبانية: Juan Manuel Quevedo)‏ هو لاعب كرة قدم أرجنتيني في مركز الوسط، ولد في 15 نوفمبر 1983 في مدينة جونين، مقاطعة بوينس آيرس في الأرجنتين. لعب مع نادي ألماجرو.

## وصلات خارجية
- خوان مانويل كيفيدو على موقع قاعدة بيانات كرة القدم.إي يو (الإنجليزية)
- خوان مانويل كيفيدو على موقع Soccerway.com (الإنجليزية)